# Піщана змія суданська
Змія піщана суданська (Psammophis sudanensis) — отруйна змія з роду піщана змія (Psammophis) родини піщаних змій (Psammophiidae).

## Опис
Загальна довжина сягає 1,2 м. Голова вузька, загострена, слабко відмежована від шиї. Тулуб довгий. Очі великі, зіниці круглі. Лобовий щиток довгий й вузький. Верхня поверхня голови вкрита великими симетричними щитками. Забарвлена у жовто-коричневі або бронзово-коричневі кольори. По хребту тягнеться тонка, часто переривчаста й слабко помітна жовтувата лінія. Дві більш широкі жовті поздовжні смуги чітко вирізняються з боків. Часто вони мають чорну облямівку по краях. Голова з виразним малюнком із симетричних темних плям неправильної форми та світлих ділянок поміж ними. Короткі вертикальні білі смуги розташовані спереду й ззаду очі, ще пара таких же смуг присутня у задній частині голови.

## Спосіб життя
Полюбляє вологі та сухі савани, зарості чагарників по берегах водойм, ділянки з густою травою. Зустрічається на висоті до 2700 м над рівнем моря. Харчується ящірками та іншими зміями, але не гребує й дрібними гризунами.
Отрута цієї змії має помірну силу, не становить небезпеки для людини.
Це яйцекладна змія. Самиця відкладає до 12 яєць.

## Розповсюдження
Країни поширення: Бенін, Камерун, Центрально-Африканська республіка, Танзанія, Кенія, Уганда, на північ доходить до Судану.